# 德 (姓名)
德（De）是法文、西班牙文、葡萄牙文姓名常用字。德是介詞，解作「來自…的」。

## 法國
有些法國人姓氏前帶有「德」（de）字，例如拿破崙妻子約瑟菲娜·德博阿爾內。「德」字後面的姓氏是采邑地名。最初，姓氏前帶有「德」字的，為擁有采邑的封建貴族世家所獨有，以顯示他的貴族身份。隨後，在貴族的采邑裏工作的庶人仿效他們，把采邑的名字當作姓氏。自此，「德」字就失去原來突顯貴族身份的意義。所以，姓氏前有沒有「德」字不可作為判斷該法國人是否貴族。